# Markranstädt
Markranstädt je město v německé spolkové zemi Sasko v zemském okrese Lipsko. Má přibližně 16 tisíc obyvatel. Město se nachází asi 11 km od Lipska a je známé především díky výrobě automobilů značky MAF.

## Historie

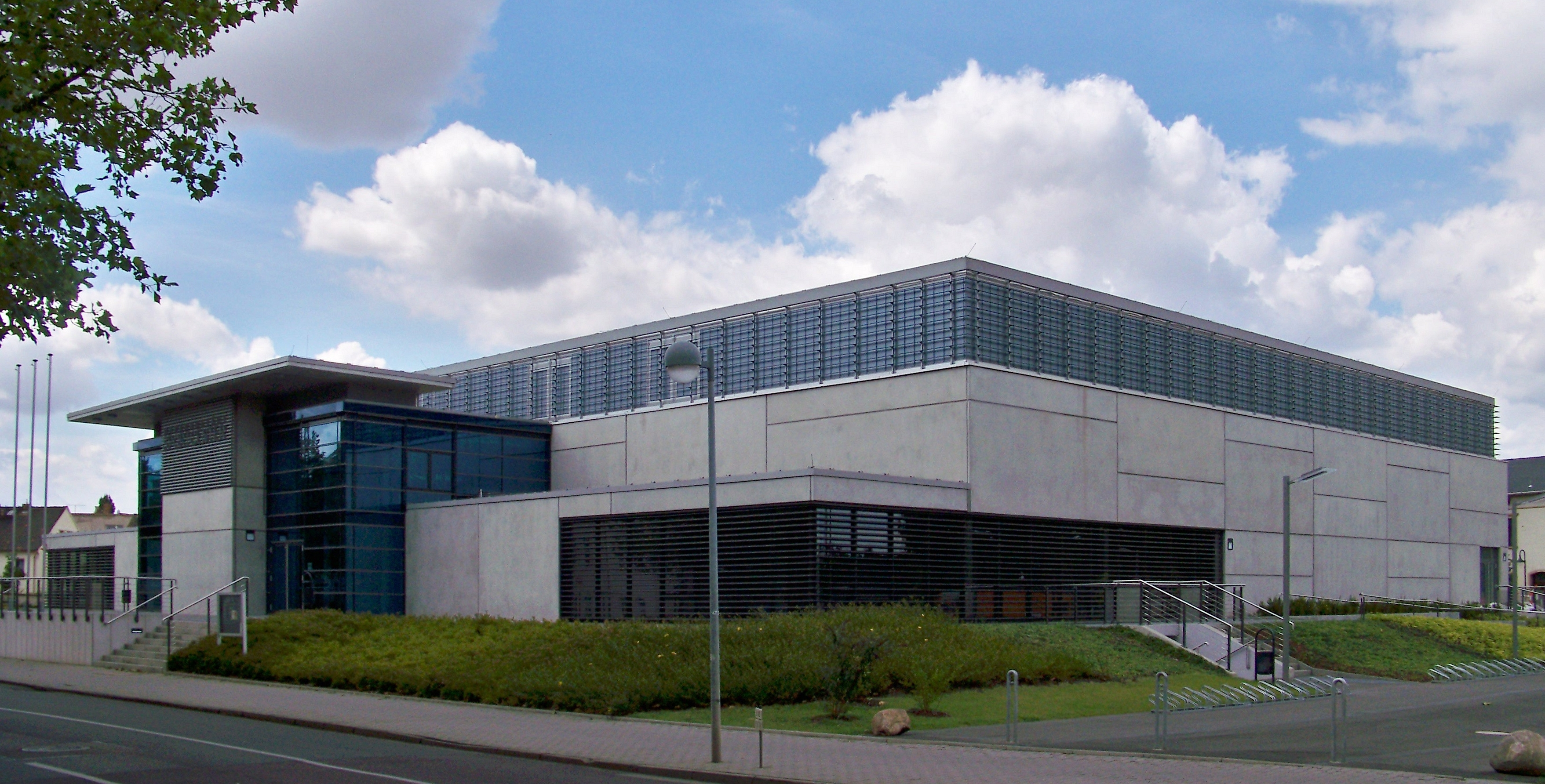
Místní sportovní centrum

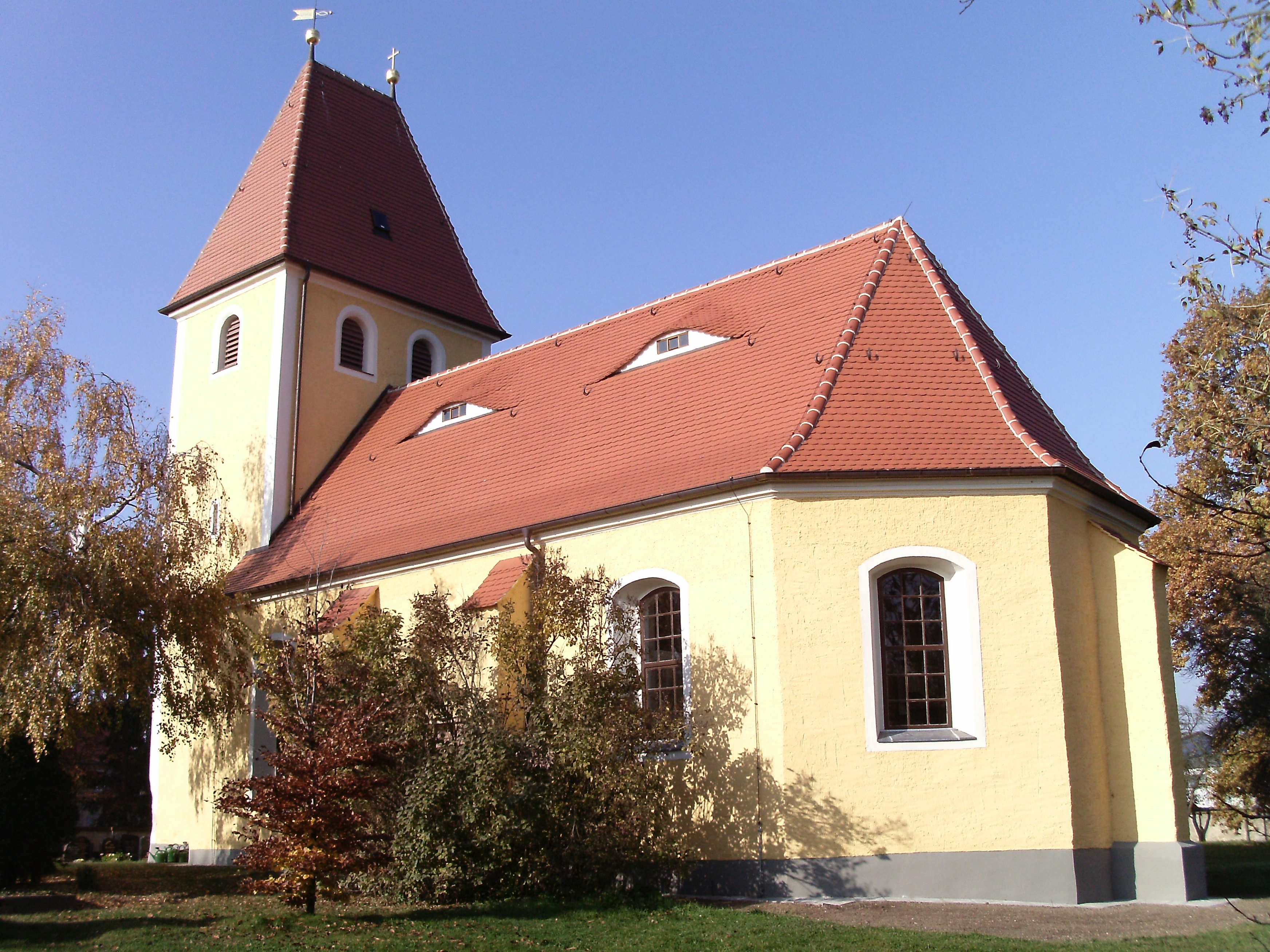
Kostel ve Frankenheimu

První písemnou zmínku o Markranstädtu lze najít v roce 1285, kde je Markranstädt popisován jako sídlo soudu. Roku 1287 se dokumenty zmiňují o tržišti na území současného města a roku 1354 se již jedná o malé město. Původním názvem města bylo Ranstadt, později těž Altranstadt, avšak po tom, co město získalo právo pořádat trhy, vznikl název Markranstädt.
V roce 1633, během třicetileté války, město z velké části shořelo. Oheň zničil, mimo jiné budovy, i radnici a všechny záznamy v ní. Morová epidemie probíhající v roce 1634 a následně hladomor roku 1639 vedl k drastickému poklesu počtu obyvatel. V roce 1650 měl Markranstädt méně než 150 obyvatel. Další katastrofa se přihodila roku 1671, kdy bylo 31 domů zničeno velkým požárem. Až začátkem 18. století se město začalo stavět na nohy a obnovovat. Město se proslavilo ale i díky 23. červenci 1807, kdy zde Napoleon Bonaparte, i se svým vojenským doprovodem, přespal přes noc v penzionu Zum Rosenkranz. Bitva národů u Lipska ale městu nepřinesla příliš příznivý vývoj.
Ekonomický vzrůst zažil Markranstädt až ke konci 19. století. V té době se sem soustředily kožešinové farmy, stejně tak se zde dařilo strojírenství. Byla postavena automobilka, později známá jako Markranstädter Automobil-Fabrik Hugo Ruppe GmbH. Za druhé světové války město proslavila i výroba kvalitního piva.

## Kultura
- Jezero Kulkwitz (též Kulkwitzer See) je vodní plocha o rozloze 1,6 km². Jezero je oblíbené především sportovci, rekreanty a turisty.
- Kostel sv. Vavřince je kostel vystavěný v letech 1518 až 1525.
- Zámek Altranstadt (Schloss Altranstadt) je rozlehlý zámek v Markranstädtu
- Funkční větrný mlýn v menší obci Lindennaundorf (součást Markranstädtu)

Ve městě je několik památníků; jeden na památku obětí fašismu, další na památku sovětských válečných zajatců. Na místním hřbitově se nachází celkem čtyři hroby s pamětními kameny. Tito čtyři lidé byly dvě ženy a dva muži deportovaní za druhé světové války.
Mimo jiné se ve městě nachází ženský házenkářský tým SC Markranstädt, který hraje ve 2. divizi německé ligy. Dále je zde mužský volejbalový klub, který se dostal až do čtvrtfinále 1. divize německé ligy v roce 2006. Mimo tyto dva kluby je ale hlavním sportem ve městě fotbal.

## Geografie a doprava
Markranstädt se nachází asi 10 km jihozápadně od centra Lipska, mezi Saskem-Anhaltskem a lipským sídlištěm Grünau, na západním břehu jezera Kulkwitzer See.
V blízkost Lipska se nachází letiště Lipsko, které je od Markranstädt vzdáleno asi 12 km. Město je navíc připojené k dálnicím A9 a A38, v minulosti zde vedla meziměstská trolejbusová trať Plautstraße – Lützner Straße. Silnice B89 a B186 rovněž protínají město.

## Infrastruktura
Markranstädt se krom samotného města skládá z menších obcí Albersdorf, Altranstadt, Döhlen, Göhrenz, Großlehna, Kleinlehna, Meyen, Quesitz, Räpitz, Schkeitbar, Schkölen, Thronitz, Kulkwitz, Gärnitz, Seebenisch, Lindennaundorf a Frankenheim und Priesteblich.

## Osobnosti
- Wolfram Löwe (* 1945), fotbalista